# Necromys punctulatus
Necromys punctulatus és una espècie de mamífer rosegador de la família dels cricètids. Viu a l'Equador i, possiblement, Colòmbia. No se sap gaire cosa sobre el seu hàbitat i la seva història natural. Es desconeix si hi ha cap amenaça significativa per a la supervivència d'aquesta espècie. El seu nom específic, punctulatus, significa ‘tacat’ en llatí.